# وقتی عزیزم به من لبخند می‌زند (فیلم)
وقتی عزیزم به من لبخند می‌زند (به انگلیسی: When My Baby Smiles at Me) نام فیلمی موزیکال محصول سال ۱۹۴۸ است که فاکس قرن بیستم آنرا منتشر کرد. این فیلم توسط والتر لنگ کارگردانی شده و ستارگانی چون بتی گریبل و دن دیلی در آن به ایفای نقش پرداختند. وقتی عزیزم به من لبخند می‌زند سومین فیلمی است که از نمایش خیابانی و محبوب بورلز (به انگلیسی: Burlesque) ساخته می‌شود، دوتای دیگر رقص زندگی (۱۹۲۹) و فراز و نشیب زندگی (۱۹۳۷) هستند. این فیلم اولین (و تا به امروز، تنها) فیلمی است که تماماً با تکنی‌کالر ساخته شده است.
دن دیلی به خاطر بازی در این فیلم نامزد دریافت جایزه اسکار بهترین بازیگر نقش اول مرد شد ولی آنرا به لارنس الیویه بخاطر هملت باخت.

## بازیگران
- بتی گریبل
- دن دیلی
- جک اوکی
- جون هوک
- جیمز گلیسون
- ریچارد آرلن